# Клембово
Клембово (пол. Kłębowo, нім. Wernegitten) — село в Польщі, у гміні Лідзбарк-Вармінський Лідзбарського повіту Вармінсько-Мазурського воєводства.
Населення — 203 особи (2011).
У 1975-1998 роках село належало до Ольштинського воєводства.

## Демографія
Демографічна структура станом на 31 березня 2011 року:
|          | Загалом | Допрацездатний вік | Працездатний вік | Постпрацездатний вік |
| -------- | ------- | ------------------ | ---------------- | -------------------- |
| Чоловіки | 104     | 16                 | 81               | 7                    |
| Жінки    | 99      | 26                 | 50               | 23                   |
| Разом    | 203     | 42                 | 131              | 30                   |